# Dude (Looks Like a Lady)
Dude (Looks Like A Lady) är en låt av Aerosmith skriven av Steven Tyler, Joe Perry och Desmond Child. Låten var den första singeln från albumet Permanent Vacation. Musikvideon till låten nominerades till två priser vid 1988 års MTV Video Music Awards men vann inget av dem.